# Polyspilota comorana
Polyspilota comorana es una especie de mantis de la familia Mantidae.

## Distribución geográfica
Se encuentra en las Islas Comores y en Mozambique.